# Elhuset
Elhuset (finska: Sähkötalo) är en kontorsbyggnad i Kampen i Helsingfors där bland annat elbolaget Helen har sitt huvudkontor.
Byggnaden, som är ritad av Alvar Aalto, började byggas år 1970 och invigdes 22 januari 1973. Den ingår i Aaltos stadsplan från 1961 och är tillsammans med Finlandiahuset den ena av de två byggnader som förverkligades. Aalto ritade också all inredning.
Byggnaden är klädd med korrugerad kopparplåt och inredd med bland annat vita och blå kakelplattor. Neonbelysningen  som långsamt skiftar färg runt fönstren installerades på 1990-talet. När Kampens köpcentrum byggdes år 2006 anlades en gångtunnel mellan Elhuset och shoppingcentret.
I augusti 2022 meddelade Helsingfors stad att man avsåg att sälja Elhuset.